# Монако на Зимским олимпијским играма 2010.
Монаку је ово било осмо учешће на Зимским олимпијским играма. На Олимпијским играма 2010., у Ванкуверу, Британска Колумбија у Канади учествовали су са 3 учесника (2 мушкараца и 1 жена), који су се такмичили у три спорта. На свечаном отварању заставу Монака носила је аплска скијашица Alexandra Coletti.

## Учесници по спортовима
| Спорт          | Мушкарци | Жене | Укупно |
| -------------- | -------- | ---- | ------ |
| Алпско скијање | 0        | 1    | 1      |
| Боб            | 2        | 0    | 2      |
| Укупно(2)      | 2        | 1    | 3      |

## Алпско скијање
| Такмичарке        | Дисциплина       | Резултати     | Резултати     | Резултати     | Резултати     | Резултати      |
| Такмичарке        | Дисциплина       | 1. трка       | 2. трка       | Укупно        | Заостатак     | Пласман/ учес. |
| ----------------- | ---------------- | ------------- | ------------- | ------------- | ------------- | -------------- |
| Александра Колети | Суперкомбинација | 1:26,74 (16)  | 47,07 (23)    | 2:13,81       | 4,67          | 19 / 28 (35)   |
| Александра Колети | Велеслалом       | Није завршила | Није завршила | Није завршила | Није завршила | Није завршила  |
| Александра Колети | Спуст            |               |               | 1:48,92       | 4,73          | 24 / 37 (45)   |
| Александра Колети | Супервелеслалом  |               |               | 1:24,56       | 4,42          | 25 / 38 (53)   |

## Боб
| Такмичари                          | Дисциплина | Резултат     | Резултат     | Резултат     | Резултат     | Резултат | Резултат     |
| Такмичари                          | Дисциплина | 1. вожња     | 2. вожња     | 3. вожња     | 4. вожња     | Укупно   | Пласман      |
| ---------------------------------- | ---------- | ------------ | ------------ | ------------ | ------------ | -------- | ------------ |
| Sebastien Gattuso Patrice Servelle | Двосед     | 52,96 (1,39) | 52,61 (0,89) | 52,71 (1,14) | 52,56 (0,79) | 3:30,84  | 19 / 22 (27) |